# Делгі (Міннесота)
Делгі (англ. Delhi) — місто (англ. city) в США, в окрузі Редвуд штату Міннесота. Населення — 46 осіб (2020).

## Географія
Делгі розташоване за координатами 44°35′53″ пн. ш. 95°12′48″ зх. д. / 44.59806° пн. ш. 95.21333° зх. д. (44.597920, -95.213247).  За даними Бюро перепису населення США в 2010 році місто мало площу 2,01 км², уся площа — суходіл.

## Демографія
Згідно з переписом 2010 року, у місті мешкало 70 осіб у 31 домогосподарстві у складі 19 родин. Густота населення становила 35 осіб/км².  Було 35 помешкань (17/км²).
Расовий склад населення:
| - 98,6 % — білих - 1,4 % — вихідців з тихоокеанських островів |

До двох чи більше рас належало 0,0 %. Частка іспаномовних становила 0,0 % від усіх жителів.
За віковим діапазоном населення розподілялося таким чином: 21,4 % — особи молодші 18 років, 71,5 % — особи у віці 18—64 років, 7,1 % — особи у віці 65 років та старші. Медіана віку мешканця становила 48,0 року. На 100 осіб жіночої статі у місті припадало 94,4 чоловіків;  на 100 жінок у віці від 18 років та старших — 89,7 чоловіків також старших 18 років.
Середній дохід на одне домашнє господарство  становив 27 819 доларів США (медіана — 25 000), а середній дохід на одну сім'ю — 29 217 доларів (медіана — 26 250). За межею бідності перебувало 20,5 % осіб, у тому числі 50,0 % дітей у віці до 18 років та 23,1 % осіб у віці 65 років та старших.
Цивільне працевлаштоване населення становило 21 осіб. Основні галузі зайнятості: мистецтво, розваги та відпочинок — 33,3 %, освіта, охорона здоров'я та соціальна допомога — 23,8 %, оптова торгівля — 14,3 %, виробництво — 14,3 %.